# Novocervone, Bilokurakîne
Novocervone (în ucraineană Новочервоне) este un sat în comuna Prostore din raionul Bilokurakîne, regiunea Luhansk, Ucraina.

## Demografie
Componența lingvistică a localității Novocervone
     Ucraineană (100%)
Conform recensământului din 2001, toată populația localității Novocervone era vorbitoare de ucraineană (100%).